# Aletta Hannemans

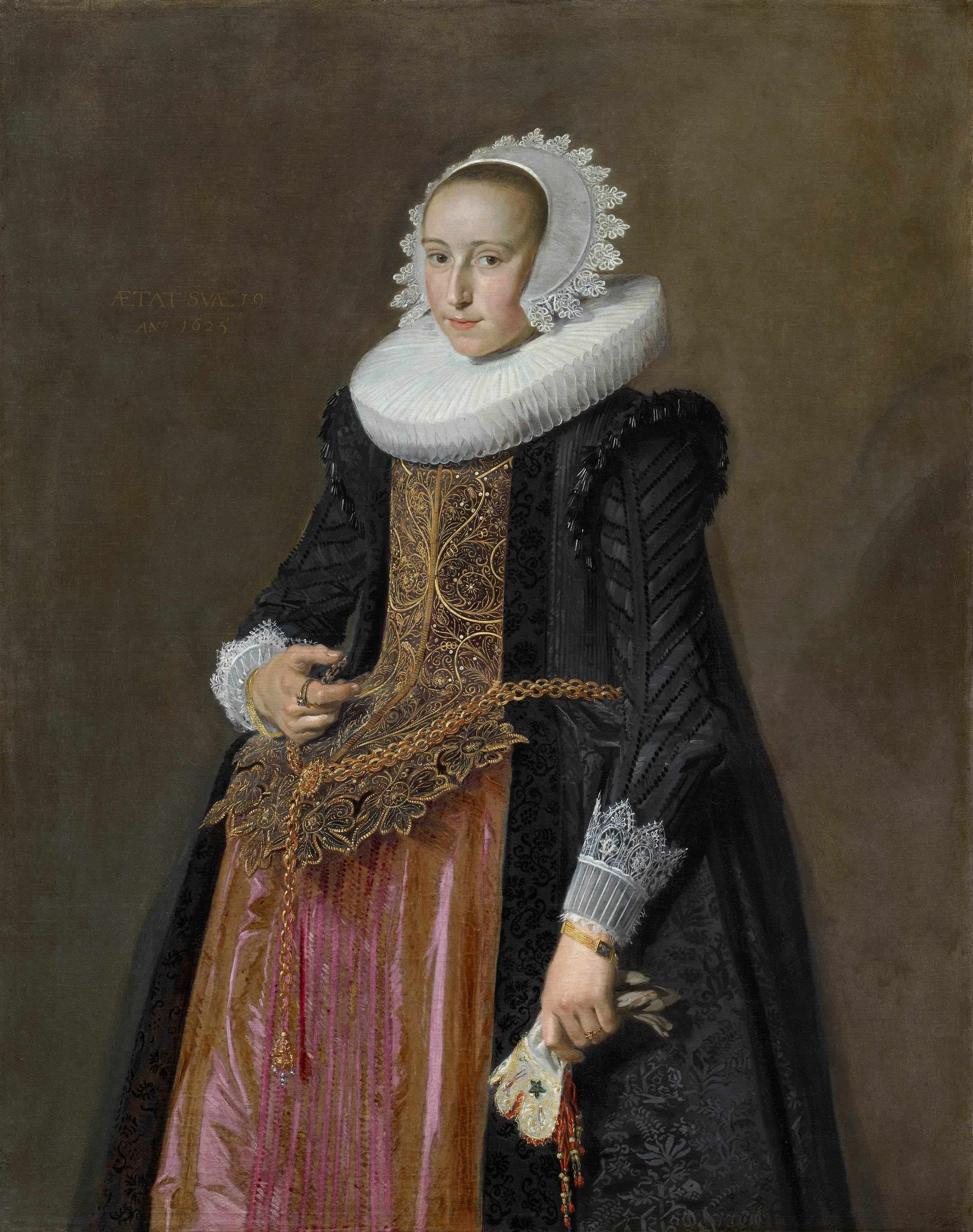
Retrato de Aletta Hanemans por Frans Hals, colección Mauritshuis, 1625.

Aletta Hanemans (1606 - 1653) fue una empresaria cervecera neerlandesa. Llegó a ser la cervecera de la cervecería Hoeffijser de Haarlem. Es más conocida por su retrato de boda, pintado por Frans Hals un año después de su matrimonio con el cervecero, magistrado y posteriormente alcalde de Haarlem, Jacob Pietersz Olycan, en 1624.

## Biografía
Se sabe poco de sus primeros años, pero su padre probablemente era un conocido profesional del padre de su esposo, Pieter Jacobsz Olycan, quien se había criado en la tienda de aceite y grano de su padre en Ámsterdam. Aunque se casó con Jacob en Zwolle, la joven pareja regresó a Haarlem en 1625, cuando Hals pintó sus retratos pendants. Su cervecería, llamada Hoeffijser o Hoef-yzer, estaba ubicada en Donkere Spaarne (cerca del Teylers Hofje en la actualidad).  Se la habían regalado a Jacob sus padres, después de que pasara su juventud formándose allí. Después de que Jacob falleciera en 1638, Aletta se volvió a casar con otro cervecero de Haarlem, Nicolaes van Loo (1607-1641), pero él murió poco después. Luego continuó con el negocio por su cuenta, probablemente con la ayuda de sus suegros y más tarde con la de su hija Johanna Olycan, quien finalmente se casó con el cervecero Mattheus Claesz Everszwijn y continuó con la cervecería familiar.

Los dos maridos de Aletta fueron pintados por Frans Hals:

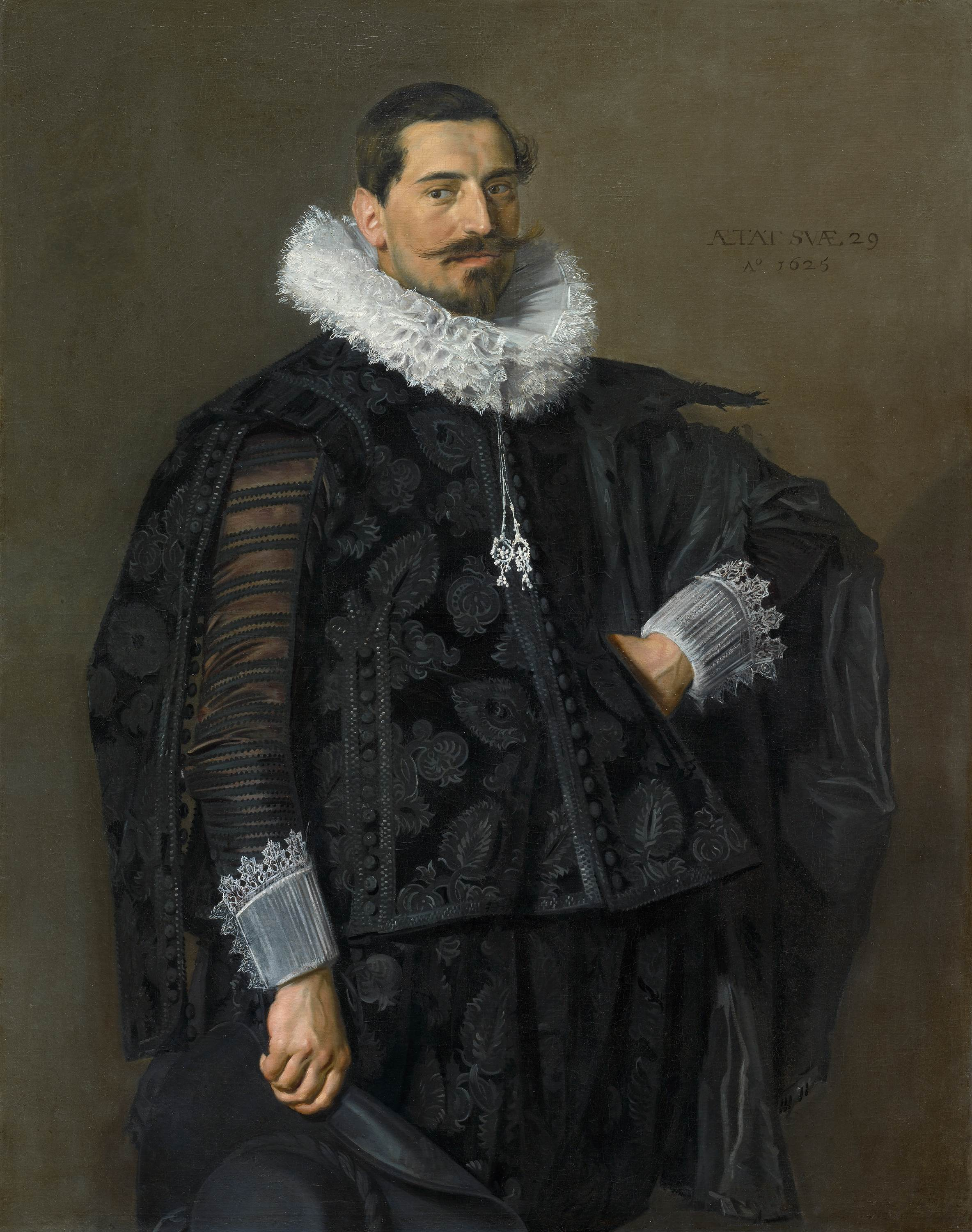
Su primer marido Jacob Pietersz Olycan.
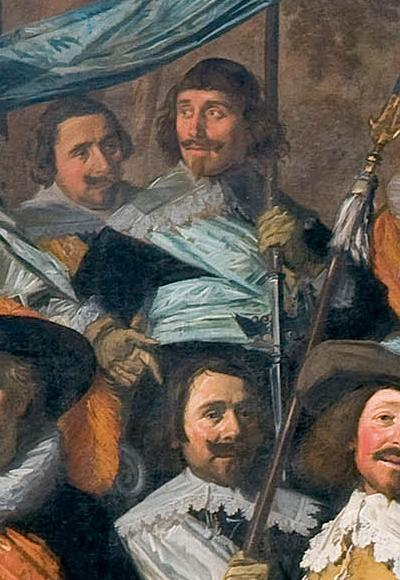
Su segundo marido, Nicolaas van Loo, en 1639 (parece que está a punto de apuñalar a Francois Woutersz debajo de él)
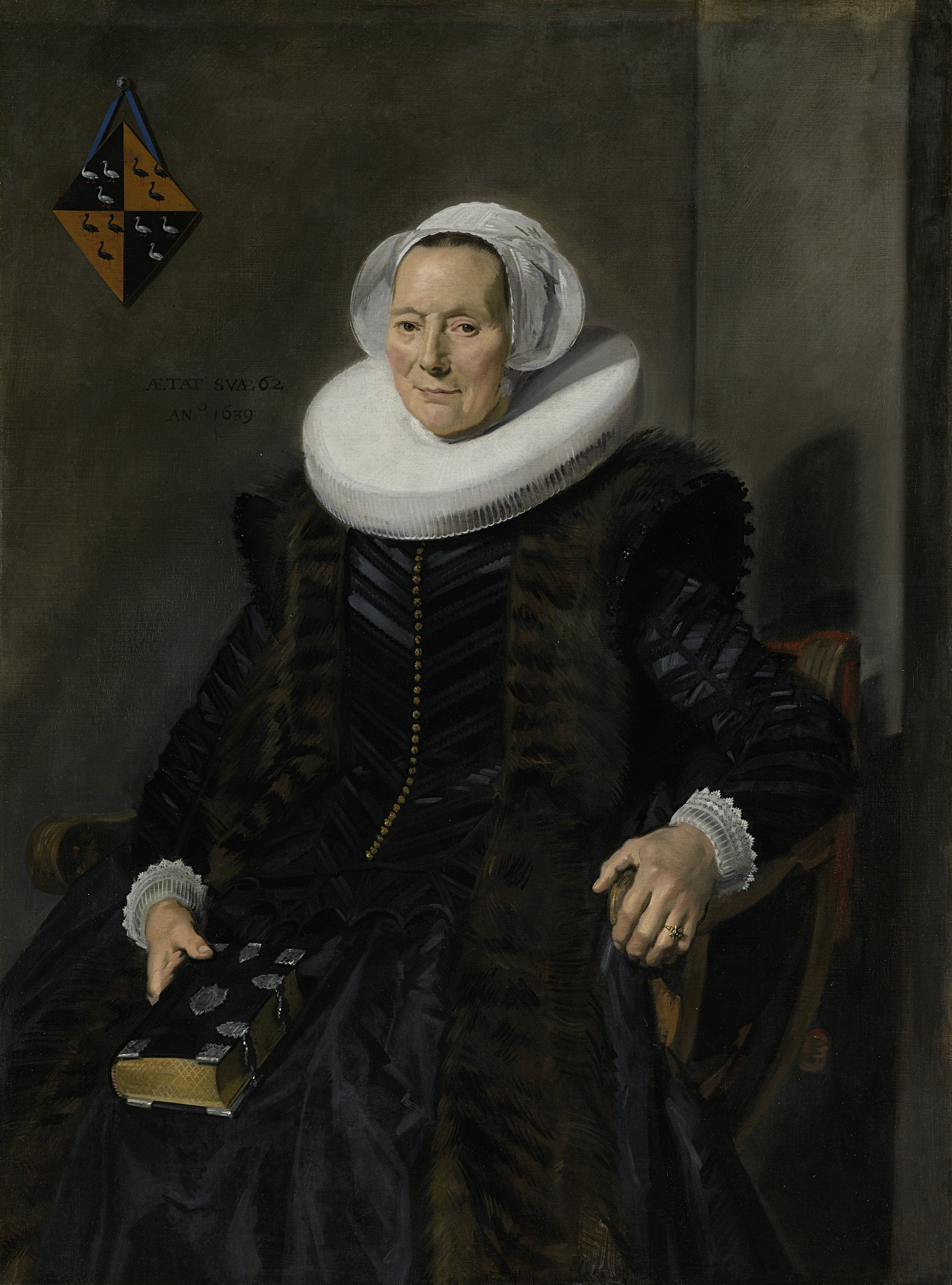
Retrato de su suegra Maritge Voogt Claesdr, antigua propietaria de la Hoeffijser.

## Retrato de Hals (1625; restaurado en 2007)
A la izquierda a la altura del rostro en letras amarillas, la edad y fecha: "AETAT SUAE 19/ANo 1625". Aletta luce un caro peto de novia llamado "bruidsborst" de moda entonces, elaborado con hilo de oro formando un bordado con diversas flores que simbolizan el matrimonio. Lo lleva sobre una colorida falda morado rojiza que se extiende sobre un "verdugado francés" (fardegalijn) o rosquilla, un cojín en forma de aro que se ponía sobre las caderas encima de la enagua y por debajo de la falda exterior la cual expande; tal elemento hace que el peto sobresalga hacia adelante y sostiene la pesada cadena de oro que rodea su vestido y atraviesa su vlieger. El vlieger era una sobreveste larga y recta con o sin mangas, abierta por delante y con dos agujeros laterales para pasar la cadena del cinturón. Su vlieger, de seda negra con brocados florales y ribeteado de terciopelo negro, deja ver así el peto y la falda y tiene mangas que se unen al cuerpo mediante hombreras exteriores rígidas adornadas con pequeños herretes de plata. Alrededor del cuello, lleva una fina gorguera de lino almidonado, y sobre el cabello recogido, una diadema de lino almidonado con ribete de encaje con puntillas grandes. Sostiene en la mano izquierda un par de guantes de novia blancos forrados de rojo y bordados en el puño; lleva un anillo de boda en el dedo índice derecho. También luce pulseras de oro y puños de encaje en las muñecas; todo su atuendo muestra que es una de las retratadas más ricas de Hals.